# Gonow
La Zhejiang Gonow Auto Co., Ltd. (浙江吉奥汽车有限公司) è stata una casa automobilistica cinese con sede a Taizhou nel distretto di Luqiao nella regione dello Zhejiang. Fondata il 27 settembre 2003, l'azienda commercializzava i propri prodotti (automobili, veicoli commerciali e SUV) con il nome di Gonow Auto in Cina e di Gonow nel resto del mondo.

## Storia
Nel 2009 cominciarono le importazioni per l'Europa per il fuoristrada GX6 e per il pick-up GA200.
Nell'aprile 2010 venne siglato un accordo con il gruppo GAC, che ha già collaborato con diversi marchi automobilistici stranieri come FIAT, Honda, Isuzu, Mitsubishi e Toyota, per la vendita del 51% del capitale, cambiando il marchio da Gonow Auto a GAC Gonow Auto.
Nel marzo 2015 venne annunciato che l'azienda inizierà a concentrarsi sulla costruzione dei veicoli della casa automobilistica Trumpchi, suscitando la rabbia dei suoi concessionari poiché tutte le attrezzature, le proprietà immobiliari e gli impianti vennero ipotecati alle banche per ripagare il debito accumulato negli anni.
Nel 2016 il gruppo GAC acquistò il restante 49% del capitale, interrompendo la vendita dei prodotti a causa di problemi nell'impegno nelle vendite aftermarket e nella consegna dei suoi veicoli ai concessionari.

## Galleria d'immagini

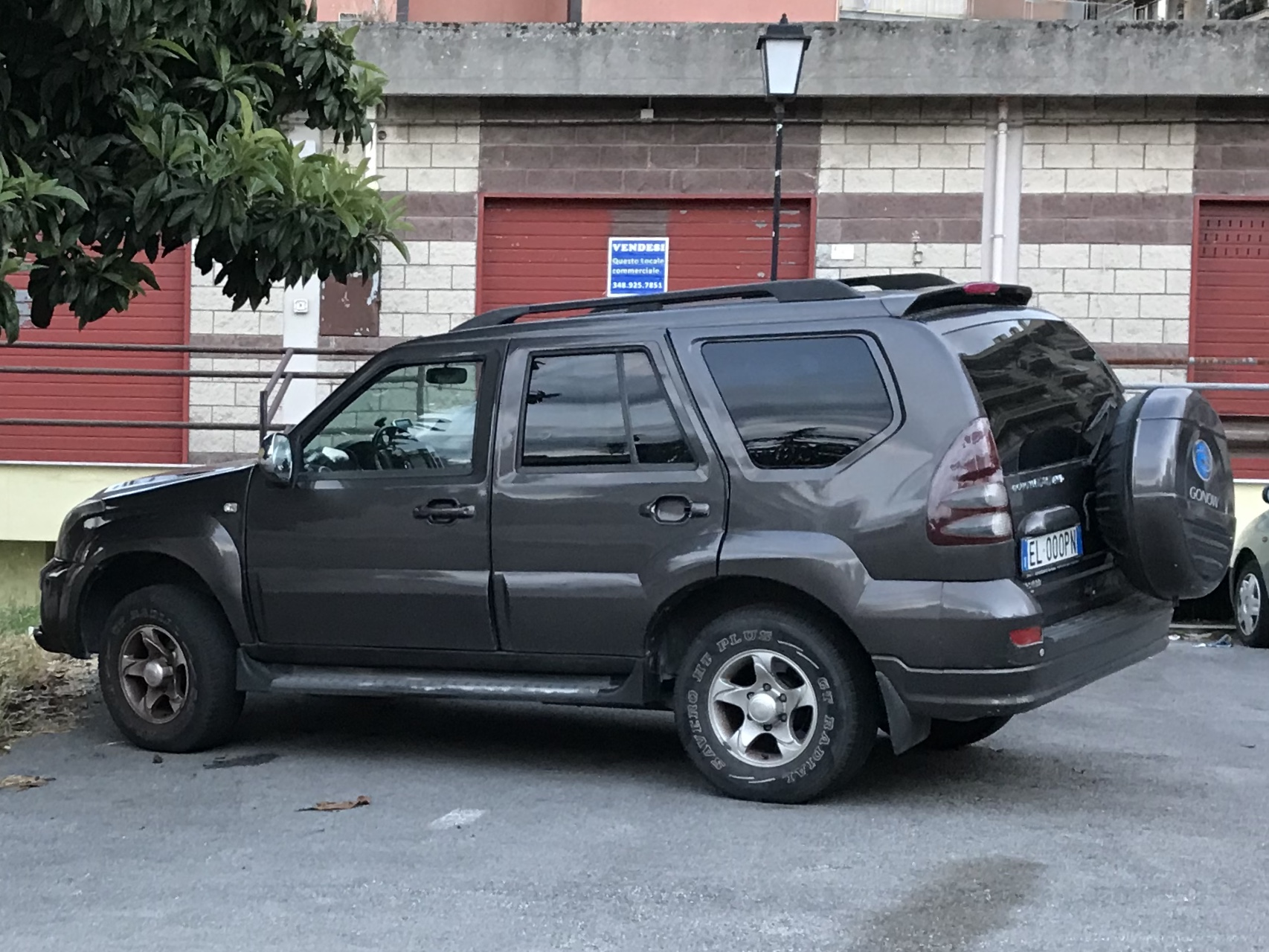
Gonow GX6
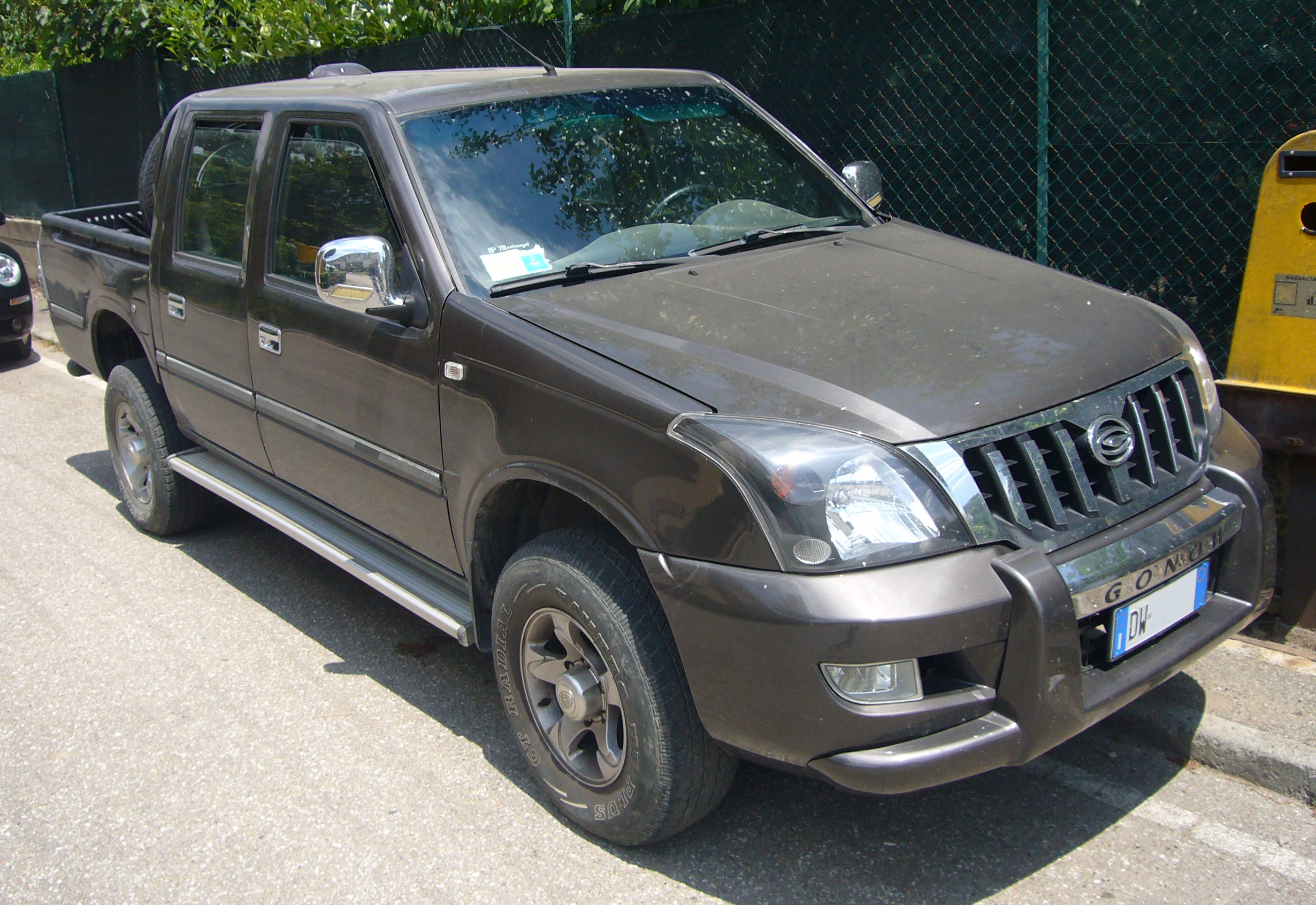
Gonow GA200